# مقاطعة كاميرون (بنسلفانيا)
مقاطعة كاميرون هي مقاطعة في بنسلفانيا، تتبع بنسلفانيا، بلغ عدد سكانها 5٬085  نسمة، في 2010، عاصمتها إمبوريوم، تبلغ مساحتها 1٬032 كيلومتر مربع.

## الموقع
تشترك في الحدود مع:
- مقاطعة ماكين
- مقاطعة كلرفيلد
- مقاطعة كلينتون
- مقاطعة بوتر
- مقاطعة إلك.